# Kassapa VI
Le prince  Kassapa VI  connu sous le nom de Vikramabahu  après son couronnement est un roi de Ruhana au  Sri Lanka de 1017/1029 à 1041

## Contexte

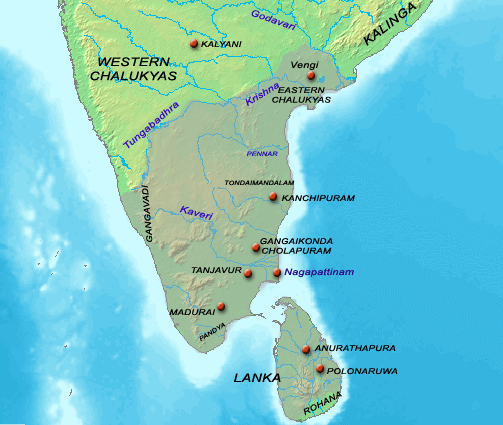
Expansion approximative de l'Empire Chola lorsque Vikramabahu devient roi

À la suire de l'invasion de Sri Lanka par l'empire chola le roi  Rajaraja, annexe la principauté de  Rajarata, qui comprend tout le nord du pays et en fait une province de son empire. Toutefois il tolère la présence du roi Cinghalais  Mahinda V qui règne encore dans la principauté de Ruhuna dans le sud pendant une vingtaine d'années En 1017 les Cholas lancent une invasion du  Ruhuna capturent le roi la reine et s'emparent des joyaux royaux. Mahinda V demeure prisonnier de l'Empire chola  et meurt en captivité en 1029,.
Tant que leur roi est en détention les cinghalais  de Sri Lanka restent soumis à l'empire Chola. Immédiatement après la mort du souverain en 1029 la résistance aux envahisseurs commence. Dès que la nouvelle de sa mort est connue la révolte embrasse la région du sud de l'île, particulièrement la principauté de Ruhuna .
Le prince Kassapa, fils de Mahinda V, qui s'était échappé lors de la capture de ses parents par l'armée Chola se rend en secret dans le Ruhuna. Il devait être âgé d'environ 12 ans lorsqu'il  hérite du royaume cinghalais après la mort de son père. Les Chola cherchent à le capturer en envoyant une grande armée de leur capitale de  Polonnaruwa pour se saisir du prince.

## Résistance aux Chola

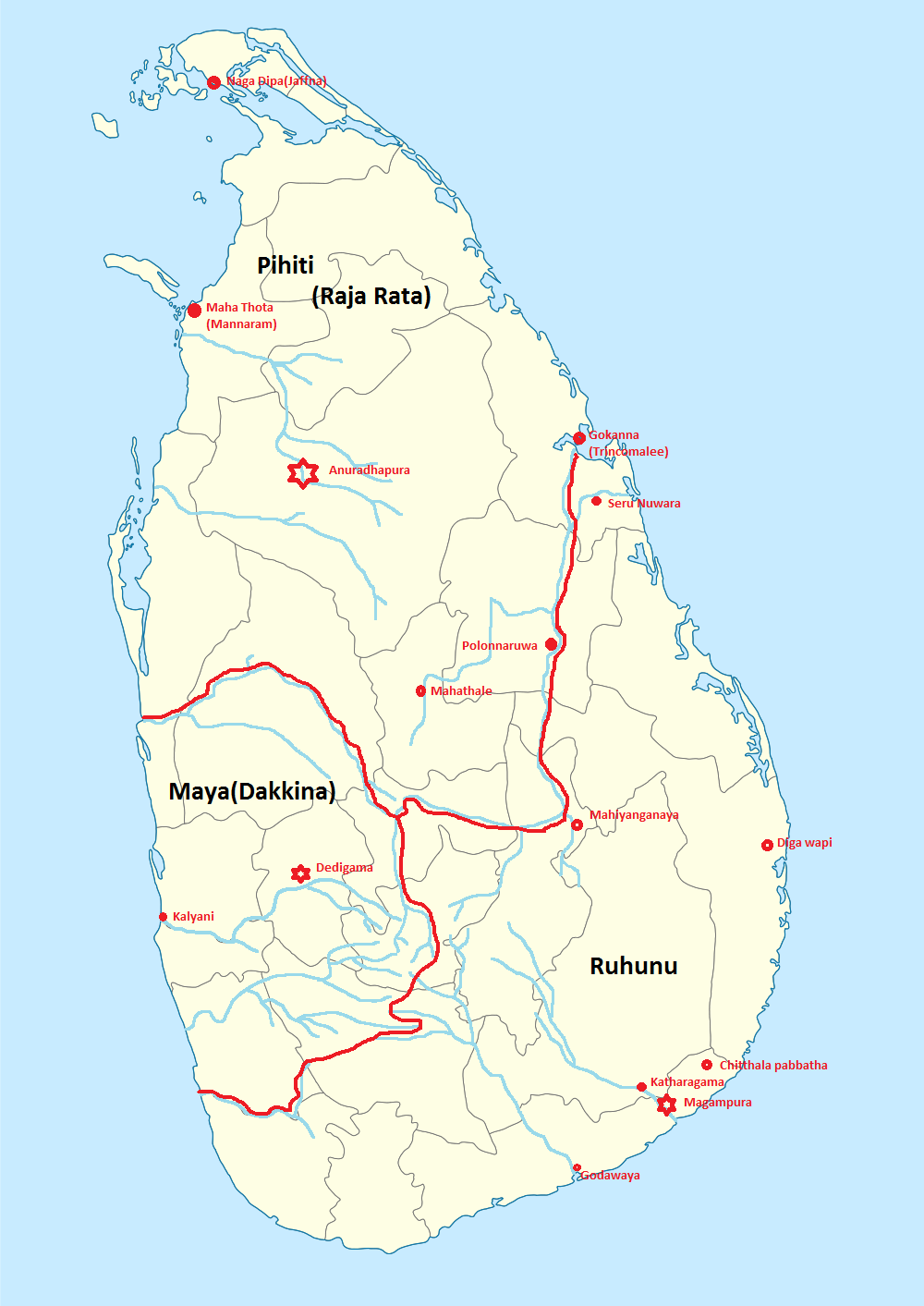
Ruhuna (Ruhunu)

La force Chola occupe la totalité du Ruhuna afin de capurer Kassapa, mais ce dernier leur échappe en demeurant sous la protection 
de ses partisans. Pendant que les Cholas recherchaient le jeune prince, deux généraux cinghalais lancent des attaques contre eux et les contraignent à se retirer vers Polonnaruwa après six mois de guerre. Après cela  Kassapa assume la souveraineté sur le Sri Lanka sous le nom de Vikramabahu, en fait il ne contrôle que partiellement la principauté de Ruhuna,.
Vikramabahu consolide autour de sa personne la loyauté des cinghalais et commence à constituer une force armée capable de s'opposer aux envahisseurs pour défendre son domaine. Au début les Cholas se semble pas particulièrement inquiets de la résistance menée par  Vikramabahu, bien qu'ils mènent ponctuellement des expéditions contre le Ruhana.
À la même époque dans le sud de l'Inde l'Empire Chola doit faire face à la montée en puissance de deux nouveaux royaumes qu'il avait assujettis ceux des Pandya et du Kerala. Il est possible que les trois royaumes
conquis de Sri Lanka, Pandya et Kerala se soient concertés contre leur ennemi commun.
les préparatifs guerriers de Vikramabahu ont été longs et ce n’est qu’au bout de huit ans plus qu’il s'estime prêt pour la bataille. Avant qu'il ne lance l'assaut final contre les forces Chola, il tombe malade et meurt à  Devundara. L'année de sa mort est fixée entre  1037 et 1041 selon les sources.

## Succession
Vikramabahu n'a pas d'héritier direct et sa disparition ouvre une période d'une dizaine d’années de conflits internes et de désorganisation. L'Empire chola met à profit la situation pour mettre à mort trois des cinq princes qui assument le trône après lui.
Immédiatement après la mort de Vikramabahu l'un de ses chefs de guerre Kitti prend le pouvoir mais il est déposé huit jours après par Mahalana Kitti, qui porte le titre de  « Chef des secrétaires » de Vikramabahu, dont on ne sait presque rien. Il règne pendant quatre années avant de tomber au combat contre les Cholas. Il a comme successeur divers princes que les cinghalais s'empressent
de suivre s'ils les mènent dans leur combat pour la liberté contre l'empire Chola. Ces règnes successifs laissent le Ruhana plus affaibli qu'il n'était auparavant:
- 1044-1047 : Vikkama Pandu établi à Kalutra (mort en 1047)
- 1045/47-1049/51: Jagatipala établi à Ruhana
- 1049/51 à 1051/53 Parakrama Pandu [I]
- 1051/53 à 1057/59 Lokissara (mort en 1058/59)
- 1057/1059 : Kassapa VII pendant 6 mois.

Enfin vers  1055/1056, Vijayabahu I est proclamé roi , il s'ensuit un long conflit de dix sept ans 
qui lui permet de chasser victorieusement les Chola de Sri Lanka, réunifiant le pays pour la première fois depuis un siècle,.